# Shotgun Messiah
Shotgun Messiah era una banda de hard rock de Suecia, que cruzaron a música Rock industrial, durante la década de 1990. 

## Biografía

### Primera Era, 1985-1991
La banda inicio originalmente bajo el nombre de "Kingpin", mientras que en Suecia, la grabación del álbum 'Welcome To Bop City'; en la formación aparecían Zinny J. Zan (voz), Tim Skold (pasando por "Tim Tim") (bajo), Harry K. Cody (guitarra) y Pekka "Stixx" Ollinen (batería). Esta sería la formación original de Shotgun Messiah como la banda cambió su nombre y se trasladó a Hollywood, California. La Banda iba a tener el nombre de Refresh que fue re-regrabado y pasaron al nombre de Shotgun Messiah con su primer debut auto-titulado, 'Shotgun Messiah'. El estilo de este disco fue glam metal típico de la década de 1980 las bandas americanas como Mötley Crüe y Ratt.

### Segunda Era, 1991-1993
El líder de Zinny J. Zan abandonó la banda en 1990, dejando a Tim Skold para hacerse cargo de funciones vocales; Shotgun Messiah reclutando al bajista estadounidense, Bobby Licón, para cubrir puesto de Tim Skold. Esto demostraría que era más exitosa de la banda. En 1991, la banda grabó su siguiente álbum 'Second Comming' al lanzar el álbum, generando su hit más famoso "Heartbreak Boulevard". Estilísticamente, debido al estilo de cantar menos convencionales de Skold, esta época vio a la banda tocando glam más sórdido al estilo Sleaze rock, más cerca de Guns N 'Roses y Faster Pussycat que su esfuerzo anterior. 
La influencia del punk rock es también notable en este período. La banda lanzó I Want More, un EP que contiene versiones de canciones de los The Ramones, The Stooges y los New York Dolls, además también eran conocidos por versionar a los Sex Pistols en vivo.

### Tercera Era, 1993
1993 fue el último año de la banda, Harry K. Cody y Tim Skold quedaron como los únicos miembros de Shotgun Messiah y creó lo que sería el último álbum Shotgun MessiahViolent New Breed . Este álbum es significativamente diferente de los esfuerzos anteriores ya que se centró en gran medida de rock industrial estilos, con lo que en los jugadores en vivo para la gira de "Violent New Breed". Poco después de la gira, la banda se separó definitivamente citando diferencias artísticas como la razón. 

## Actualidad
Después de la disolución de Shotgun Messiah, Tim Skold continuo en actividad siendo uno de los músicos más notables en la actualidad. Al Terminar de lanzar su álbum de rock industrial del último álbum de la banda,Violent New Breed, se lanzó el álbum solista titulado a Skold; esto fue seguido por unirse a estas bandas como KMFDM, MDFMK y La Newlydeads. De 2002 a 2008, Skold se unió a la banda Marilyn Manson la creación de dos álbumes, sino que también sustituye Twiggy Ramirez como el bajista de gira y más tarde se convirtió en el guitarrista de gira. Su última versión es una colaboración con KMFDM tituladoSkold vs KMFDM. 
Zinny J. Zan ha publicado un álbum en solitario y dos álbumes con su nueva banda "Zan Clan".

## Miembros de la Banda

### Shotgun Messiah 1989 - 1990
- Zinny J. Zan - Voz y guitarra rítmica
- Harry K. Cody - Guitarra líder y coros
- Tim Skold - Bajo y voz
- Stixx - Percusión

### Second Coming 1991 - 1992
- Tim Skold - Voz
- Harry K. Cody - Guitarra
- Bobby Lycon - Bajo
- Stixx - Percusión

### Violent New Breed 1993 - 1997
- Tim Skold - Voz y Sintetizador
- Harry K. Cody - Guitarra y Programa Industrial
- Ulf "Cybersank" Sandquist - Sintetizador
- Bill Bruce - Guitarra Rítmica en Vivo
- Pat Guyton -Mikee Bajo en Vivo
- B. J. - Batería en Vivo

## Discografía
| Año  | Álbum             | UK | US  |
| ---- | ----------------- | -- | --- |
| 1989 | Shotgun Messiah   | -  | 99  |
| 1991 | Second Coming     | -  | 199 |
| 1993 | Violent New Breed | -  | -   |
| Año  | E.P.              | UK | US  |
| 1992 | I Want More       | -  | -   |